# Panegyrtes apicale
Panegyrtes apicale là một loài bọ cánh cứng trong họ Cerambycidae.